# Berezna (obwód brzeski)
Berezna (biał. Бярозна; ros. Берёзно) – wieś na Białorusi, w obwodzie brzeskim, w rejonie kobryńskim, w sielsowiecie Ostromecz.
Dawniej wieś i osada. W dwudziestoleciu międzywojennym wieś leżała w Polsce, w województwie poleskim, w powiecie kobryńskim.